# RS-803
Pour les articles homonymes, voir Route 803.
La RS-803 est une route locale du Sud-Est de l'État du Rio Grande do Sul située sur le territoire de la municipalité de Santana do Livramento reliant la BR-158/293 au district de Palomas de cette même commune. Elle est longue de 5,170 km.